# Tant de belles choses
Albums de Françoise Hardy
Clair-obscur
(2000) (Parenthèses...)
(2006)
Tant de belles choses, est le vingt-quatrième album, édité en France et à l'étranger, de la chanteuse Françoise Hardy. L’édition originale est parue en France, le 16 novembre 2004.

## Mise en perspective de l'album
Tous les textes sont de Françoise Hardy, exceptés À l'ombre de la Lune de Benjamin Biolay ainsi que Moments et So Many Things, deux titres en anglais signés par Perry Blake.

Dans un documentaire qui lui a été consacré — Françoise Hardy, la discrète, diffusé sur Arte (le 23 septembre 2016, à 22h25) —, la chanteuse s'est exprimée sur la genèse de la chanson Tant de belles choses. Malade, elle l'a écrite pour consoler son fils Thomas alors très affecté par les soucis de santé de sa mère. 
Tant de belles choses fut certifié disque d'or (100 000 exemplaires vendus), par le Syndicat national de l'édition phonographique (SNEP), le 22 décembre 2004.

Pour cet album, Françoise Hardy remporta le trophée « Interprète féminine de l'année », lors de la cérémonie des Victoires de la musique 2005.

## Édition originale
France, 16 novembre 2004 : Disque compact (digipack), Tant de belles choses, Virgin/EMI (7 24386 39742 3).

### Crédits
- Livret : 12 pages.
  - Photographies réalisées par Jean-Marie Périer.
  - Artwork de Germain Chauveau.
- Producteurs :
  - Erick Benzi (1),
  - Dominique Blanc-Francard (2 – 5 – 8 – 9),
  - Perry Blake (4 – 7),
  - Thomas Dutronc (2 – 5 – 8 – 9),
  - Jacno (10),
  - Alain Lubrano (3 – 6 – 11 – 12),
  - Marco Sabiu (4 – 7).

- Assistants techniciens :
  - Christophe Hammarstrand (3),
  - Nico Sacco (6 – 11),
  - Jeremy Visca (12).

- Musiciens :
- Alto : Aurelio Venanzi.
- Batterie : Franck Agulhon, Jeff Boudreaux.
- Claviers : Alain Lubrano, Marco Sabiu.
- Contrebasse : Diego Imbert.
- Guitares acoustiques : Ludovic Bruni, Mauro Campobasso, Jérôme Ciosi.
- Guitares basses : Alain Lubrano, Bernard Viguié.
- Guitares électriques : Gildas Arzel, Mauro Campobasso, Thomas Dutronc.
- Guitare rythmique : Thomas Dutronc.
- Pianos : Michel Amsellem, Vincent Taurelle.
- Percussions : David Sabiu.
- Synthétiseur : Erick Benzi.
- Trompette : Enrico Farnedi.
- Violoncelle : Andrea Agostinelli.
- Violons : Simone Grizzi, Luca Marziali, Florin Niculescu.
- Chœurs : Alain Lubrano (3), Sophie Boutouyrie (11).

### Liste des chansons
| No  | Titre                               | Paroles                         | Musique                       | Réalisation                              | Durée      |
| --- | ----------------------------------- | ------------------------------- | ----------------------------- | ---------------------------------------- | ---------- |
| 1.  | Tant de belles choses               | Françoise Hardy                 | Pascale Daniel, Alain Lubrano | Erick Benzi                              | 4 min 02 s |
| 2.  | À l'ombre de la Lune                | Benjamin Biolay                 | Benjamin Biolay               | Thomas Dutronc, Dominique Blanc-Francard | 3 min 38 s |
| 3.  | Jardinier bénévole                  | Françoise Hardy                 | Alain Lubrano                 | Alain Lubrano                            | 4 min 02 s |
| 4.  | Moments                             | Perry Blake                     | Perry Blake, Marco Sabiu      | Perry Blake, Marco Sabiu                 | 3 min 31 s |
| 5.  | Soir de gala                        | Françoise Hardy                 | Thierry Stremler              | Thomas Dutronc, Dominique Blanc-Francard | 2 min 46 s |
| 6.  | Sur quel volcan ?                   | Françoise Hardy, Pascale Daniel | Pascale Daniel                | Alain Lubrano                            | 3 min 08 s |
| 7.  | So Many Things                      | Perry Blake                     | Perry Blake, Marco Sabiu      | Perry Blake, Marco Sabiu                 | 3 min 29 s |
| 8.  | Grand Hôtel                         | Françoise Hardy                 | Thierry Stremler              | Thomas Dutronc, Dominique Blanc-Francard | 3 min 13 s |
| 9.  | La Folie ordinaire                  | Françoise Hardy                 | Ben Christophers              | Thomas Dutronc, Dominique Blanc-Francard | 2 min 32 s |
| 10. | Un air de guitare                   | Françoise Hardy                 | Jacno, 2002                   | Jacno                                    | 3 min 58 s |
| 11. | Tard dans la nuit…                  | Françoise Hardy                 | Alain Lubrano, Pascale Daniel | Alain Lubrano                            | 3 min 27 s |
| 12. | Côté jardin, côté cour              | Françoise Hardy                 | Alain Lubrano                 | Alain Lubrano                            | 4 min 10 s |
|     | Tant de belles choses (Titre caché) | Françoise Hardy                 | Pascale Daniel, Alain Lubrano | Alain Lubrano                            | 3 min 48 s |

## Discographie liée à l’album
Abréviations désignant les différents types de supports d'enregistrements
SP (Single Playing) = Disque 45 tours (vinyle), 2 titres
LP (Long Playing) = Album sur disque 33 tours (vinyle)
CD (Compact Disc) = Album sur disque compact
CDS (Compact Disc Single) = Disque compact, 1 titre

### Premières éditions françaises

#### Album sur disque 33 tours
- 23 juin 2017 : LP (180 gr.), Tant de belles choses, Parlophone/Warner Music France (0 190295 833053).

#### Disques promotionnels
Exclusivement destinés aux médias (presses, radios, télévisions…), ces disques portent la mention, « Échantillon promotionnel. Interdit à la vente ».

#### Disque 45 tours
- 20 avril 2013 : SP, Pourquoi vous ?, Virgin/EMI (5099995864174)[6]

Face A : Pourquoi vous ? (F. Hardy / Calogero)
Face B : Un air de guitare (F. Hardy / Jacno).

### Rééditions françaises

#### Album sur disque compact
- 2005 : CD, Tant de belles choses, Virgin/EMI (7 24347 32352 2).
- 2016 : CD, Tant de belles choses, Parlophone/Warner Music France (473 23 52 2).

### Premières éditions étrangères

#### Album sur disque compact
- Allemagne, 2004 : CD, Tant de belles choses, EMI (7 24356 39742 3).
- Canada, 2004 : CD, ant de belles choses, EMI/Virgin (7248 63974 2 3).
- Royaume-Uni, 24 janvier 2004 : CD, Tant de belles choses, EMI/Virgin (7243 863 9742 3).
- Italie, 2005 : CD, Tant de belles choses, EMI (7 24356 05262 8).
- Japon, 2005 : CD, Tant de belles choses, Toshiba/EMI/Virgin (TOCP 67609).
- Taïwan, 2005 : CD, Tant de belles choses, EMI/Virgin (0 724386 397423).

#### Album sur disque 33 tours
- Europe, juillet 2017 : LP (180 gr.), Tant de belles choses, Parlophone/Warner Music France (190295 833053).

## Reprise de chanson
- Tante belle cose (Tant de belles choses)[8],  Italie, 11 novembre 2014, Alice, CD et LP, Week-End, Arecibo (0196270) et (0196271).

## Note et référence
1. ↑  « Certifications Albums », SNEP.
2. ↑   « Françoise Hardy, l'idole des sixties fête ses 70 printemps », France Télévision, 16 janvier 2014
3. ↑  D’après l’instrumental intitulé Lulu, enregistré sur CD French Paradoxe, Emma Production/Wagram.
4. ↑  Photo réalisée par Jean-Marie Périer.
5. 1 2  Photographie réalisée par Benoît Peverelli.
6. ↑  Disque image en édition limitée (500 ex.), édité pour le 3e « Disquaire Day ». Photographie de la pochette réalisée par Gilles-Marie Zimmermann.
7. ↑  Titre extrait du vingt-septième album de Françoise Hardy.
8. ↑  Adaptation du texte de F. Hardy : Franco Battiato.